# Rubus yunnanicus
Rubus yunnanicus là loài thực vật có hoa trong họ Hoa hồng. Loài này được Kuntze miêu tả khoa học đầu tiên năm 1879.